# Biban (pește)
Bibanul (lat. Perca fluviatilis), popular: costrăș, bondroș, ghiban este numele dat speciilor din genul Perca, grup de pești gregari răpitori de apă dulce, răspândiți nativ în Europa (exceptând Spania, Italia, Grecia) și Asia. A fost introdus în Australia, Noua Zeelandă și Africa de Sud.
Există și o specie nord-americană, Perca flavescens, și una asiatică, Perca schrenkii.

## Caracteristici
Este un pește argintiu-verzui, iar pe flancuri de obicei se pot observa 5-9 dungi verticale negre, cu o pereche de înotătoare ventrale, una anală și caudală roșii, o pereche de înotătoare pectorale cenușii și cu două înotătoare dorsale, cu țepi, pe prima înotătoare dorsală poate fi observată o pată de culoare neagră. Lungimea maximă cunoscută este peste 60 de cm. În medie, bibanii cântăresc 200-500 g, deși valoarea maximă cunoscută este de 4.8 kg (neconfirmată). Corpul este acoperit cu solzi ctenoizi. Durata de viață poate ajunge până la 22 ani.

## Habitat și mod de viață
Trăiește în apele interne dulcicole eutrofe (lacuri, lacuri de acumulare, râuri, bazine artificiale). Concentrația optimă a cantității de oxigen dizolvat în apă la care bibanul viețuiește este cuprinsă în intervalul 4,4-7,0 mgO2/l. Se reproduce începând cu luna martie la o temepratură a apei de 7-8 °C până în lunile mai-iunie. Depunerea icrelor are loc pe substratul vegetal din anul precedent. Durata perioadei embrionare la o temperatură de 16-20 °C durează 5 zile, iar la 11-12 °C până la 18 zile. Numărul icrelor depuse poate fi de 12-300 mii, iar diametrul lor este de 2-2,5 mm. Sacul embrionar al larvelor se resoarbe în 3-4 zile după eclozare. larvele se hrănesc cu zooplancton. În unele regiuni acvatice la finele primului an de viață, bibanul începe să se hrănească cu alți pești mici, devenind răpitor. Bibanii maturi în unele bazine acvatice se hrănesc cu zooplancton, larvele chironomidelor și alte nevertebrate. În timpul reproducerii se poate hrăni cu icrele altor specii de pești. Maturizarea sexuală are loc în perioada 3-5 ani.

## Diverse
Unele cercetări în condiții de laborator ale cercetătorilor ruși au observat că bibanul traumează mai mulți pești de alte specii decât consumă.
Este foarte apreciat de pescarii sportivi. Carnea este albă, moale, fără oase. Este considerat peștele național al Finlandei.

## Galerie de imagini

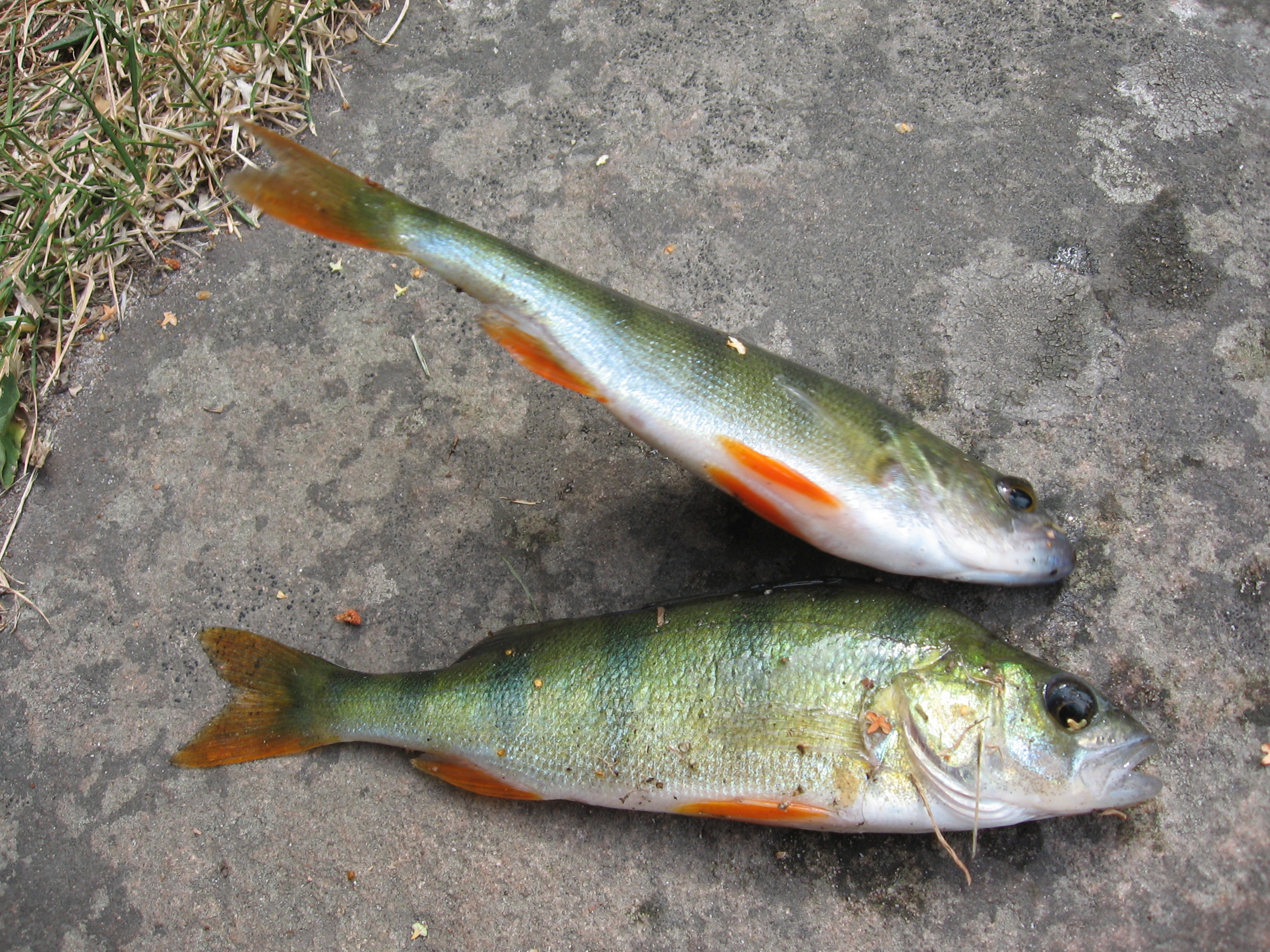
Bibani tineri
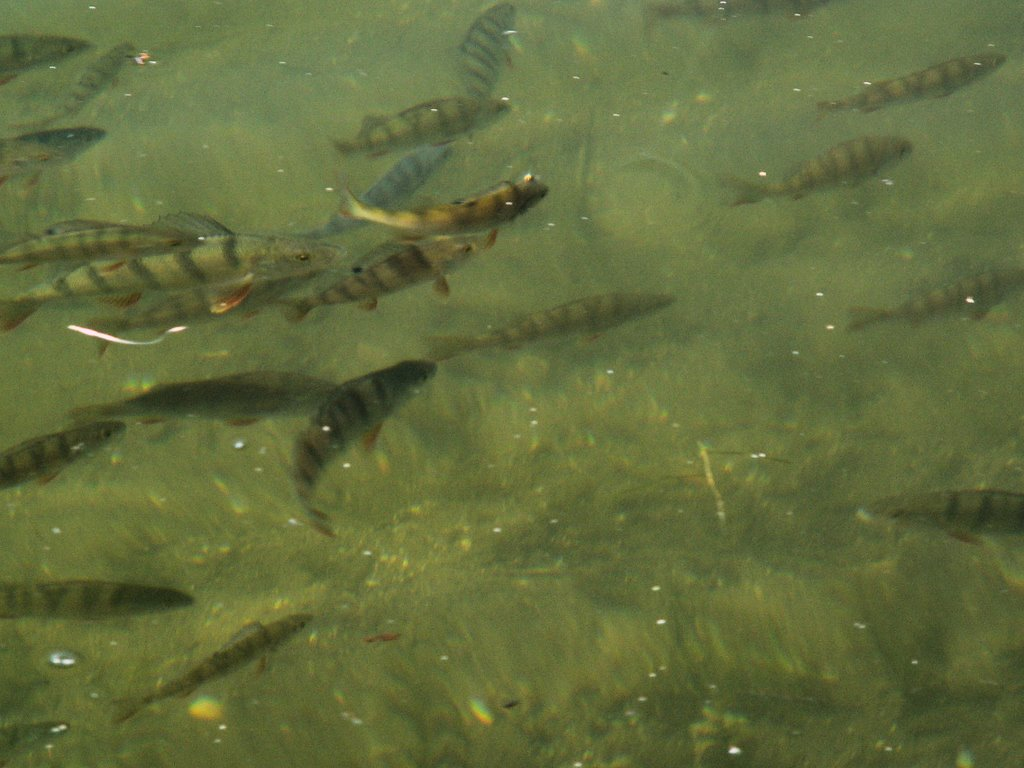
Banc de bibani
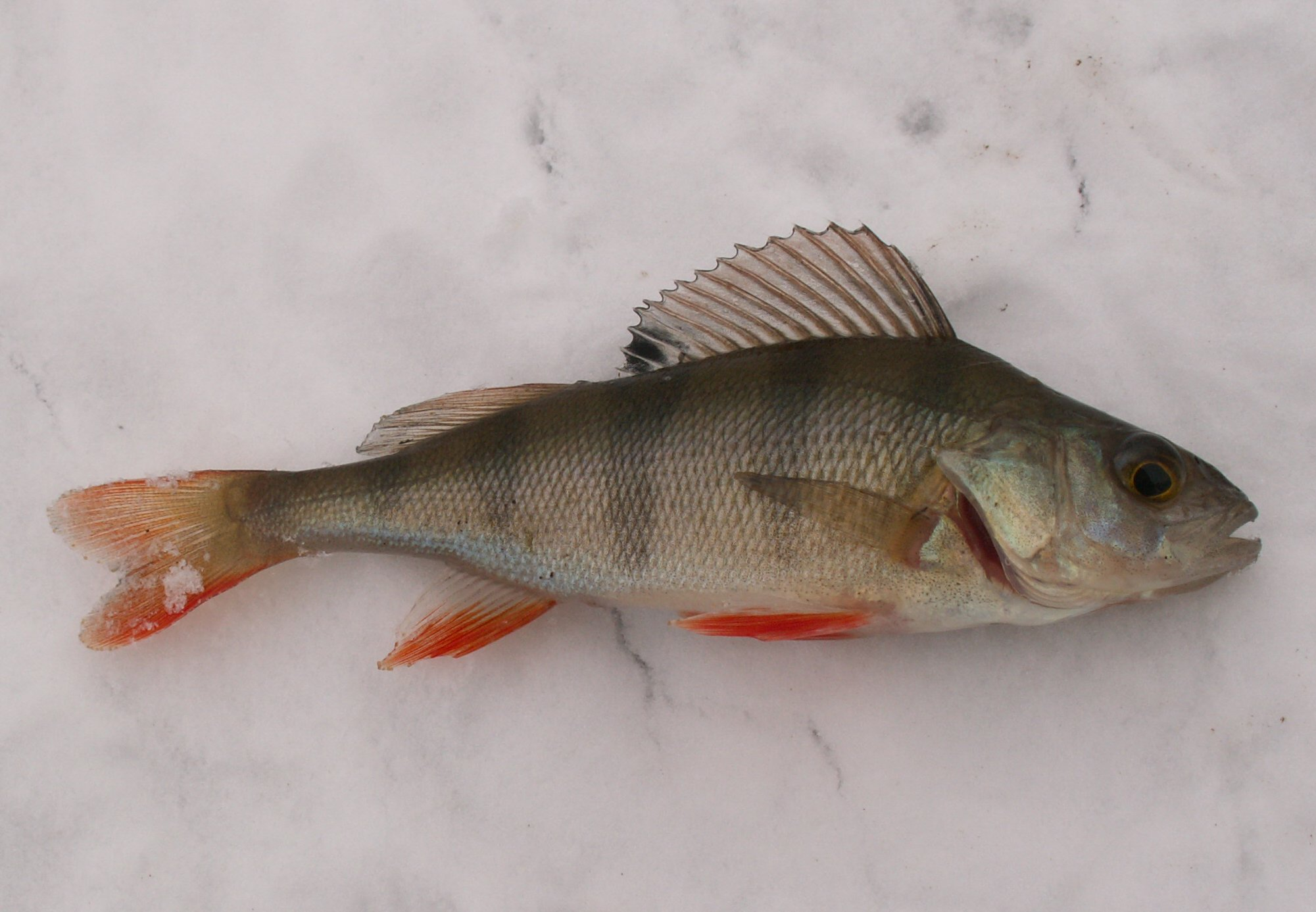
Biban mărime medie
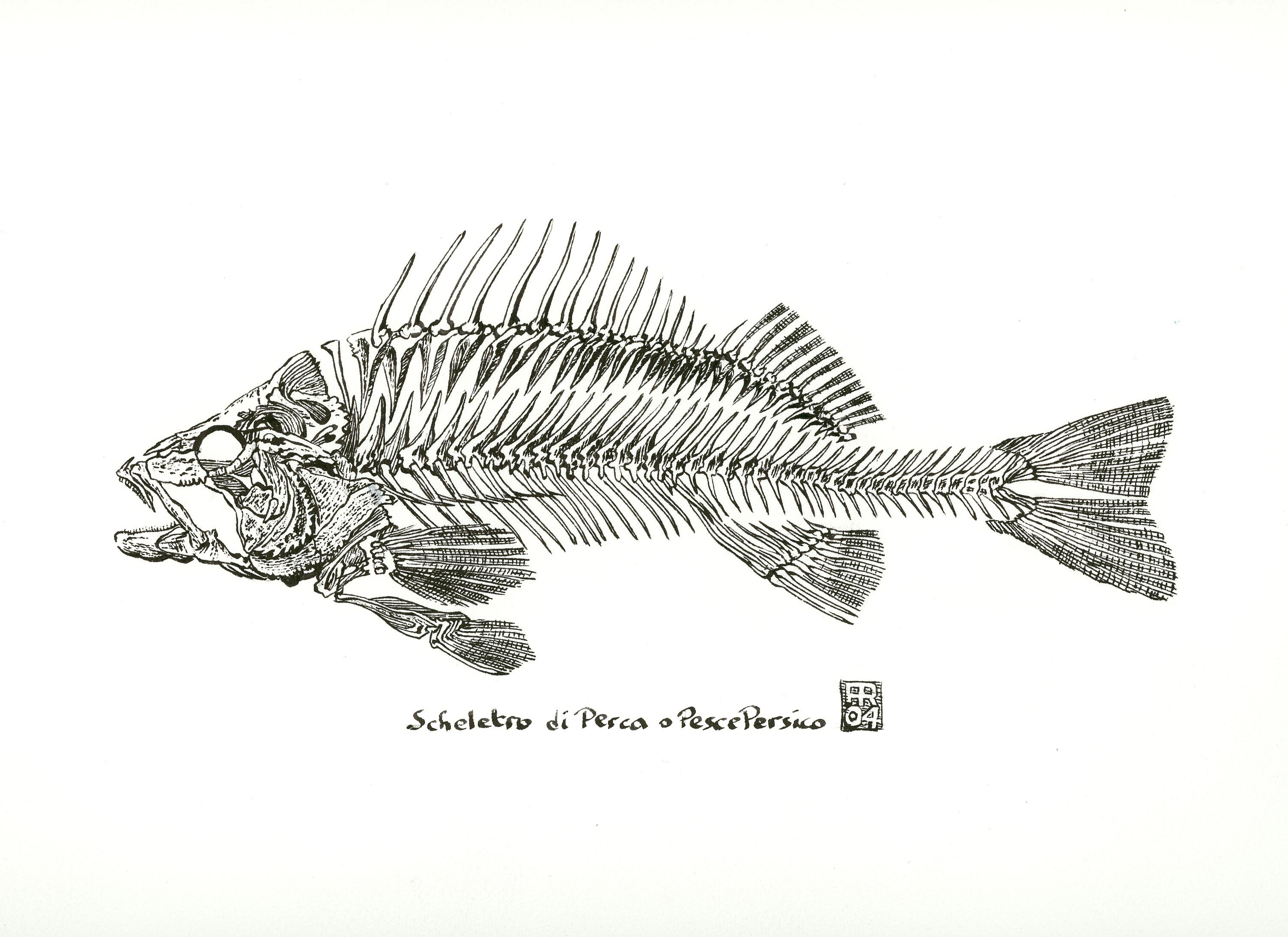
Scheletul bibanului
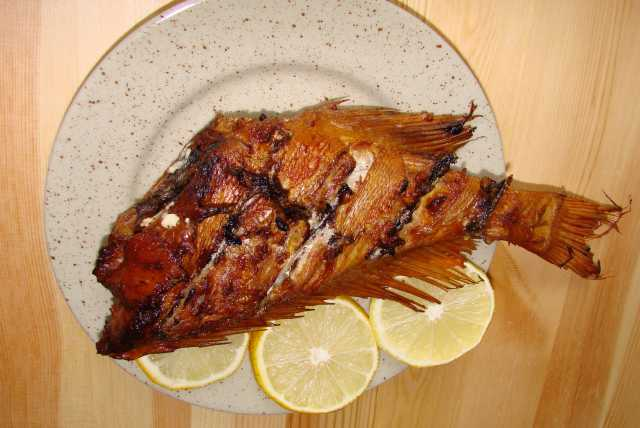
Biban la grătar